# Il segreto del dottore (film 1930)
Il segreto del dottore è un film del 1930 diretto da Jack Salvatori.

## Trama
Due amici studiano medicina ma uno in maniera seria l'altro invece no.
Il primo si assume la colpa di un'operazione finita male eseguita senza autorizzazione dall'amico ma per fortuna alla fine tutto si sistema.

## Altre versioni
Girato negli studi di Joinville-le-Pont, presso Parigi, per conto della Paramount, il film è la versione italiana di The Doctor's Secret di William C. deMille del 1929. Contemporaneamente la Paramount produsse il film in altre lingue:
- in lingua ceca dal titolo Tajemstvi Lékarovo diretto da Julius Lébl;
- in lingua francese dal titolo Le secret de docteur diretto da Charles De Rochefort;
- in lingua polacca dal titolo Tajemnica Lezarka diretto da Ryszard Ordynski;
- in lingua spagnola dal titolo El segreto del doctor diretto da Adelqui Millar;
- in lingua svedese dal titolo Doktorns Hemiglet diretto da John W. Brunius;
- in lingua ungherese dal titolo Az Avos Titka diretto da Tibor Hagedus.